# Тинець-Мали
Тинець-Мали (пол. Tyniec Mały, нім. Klein Tinz) — село в Польщі, у гміні Кобежиці Вроцлавського повіту Нижньосілезького воєводства. Населення — 1177 осіб (2011).
У 1975—1998 роках село належало до Вроцлавського воєводства.

## Демографія
Демографічна структура станом на 31 березня 2011 року:
|          | Загалом | Допрацездатний вік | Працездатний вік | Постпрацездатний вік |
| -------- | ------- | ------------------ | ---------------- | -------------------- |
| Чоловіки | 584     | 150                | 390              | 44                   |
| Жінки    | 593     | 139                | 355              | 99                   |
| Разом    | 1177    | 289                | 745              | 143                  |